# Marchiò Molziner
Marchiò Molziner (Val Gardena, 1655 – XVIII secolo) è stato uno scultore austriaco.

## Biografia
Marchiò Molziner o Marcion Malsiner, originario dalla Val Gardena, entrò nel 1671 nella bottega dello scultore Pietro Morando di Venezia; in seguito, nel 1704, fu padrone di bottega e come tale viene ancora ricordato nel 1714 .

## Opere
Fu scultore di cornici - nella Val Gardena del Seicento e Settecento erano attivi gli intagliatori di cornici discendenti di Christian Trebinger - e di intagli decorativi destinati alla sagrestia del convento delle monache di Sant'Andrea della Zirada a Venezia: rimangono documentazioni di alcune opere del 1702-1704 .
Un'unica statua lignea conosciuta del Molziner rappresenta San Pasquale Baylón, è del 1691 e si trova nella Chiesa di San Francesco della Vigna di Venezia nella sesta cappella sul lato sinistro (Cappella Priuli), qui collocata dopo essere stata rimossa nel 1898 dalla cappella Giustinian “della Salute”. Secondo Paola Rossi  l'opera è "di mediocre qualità stilistica, lascia  intuire un artista che dal contatto con il Morando non aveva evidentemente appreso la capacità di conferire una forte carica espressiva alla individuazione del personaggio".
La statua faceva parte di un apparato ideato da Giuseppe Rota in occasione dei  festeggiamenti (iniziati il 22 luglio 1691 e durati otto giorni) per la canonizzazione di Giovanni da Capestrano e di Pasquale Baylón. Le statue dei due santi (il San Giovanni di Francesco Pianta) erano collocate sotto un baldacchino ai lati dell'altare maggiore della Chiesa di San Francesco.